# 荒凉山庄
《荒涼山莊》，或譯為《蕭齋》，英國作家狄更斯所著小說，發表於1852年至1853年之間，是狄更斯最長的作品之一。

## 主要情节
小說描寫了一件爭奪遺產的訴訟案，由於司法人員從中營私，使得案情拖延20年。
在一個偶然機會裡，男爵夫人的私生女艾瑟·萨莫森（Esther Summerson）被那一群律師得知，於是追根究柢的律師藉此威脅男爵夫人，甚至整死一名流浪少年，男爵夫人被迫離家出走，死於一場暴風雪。其中一名律師被他所利用的人殺害。這20年期間申訴者居住在荒涼山莊，主人约翰·詹狄士（John Jarndyce）成為一對表兄妹的監護人，等待法官做最後的判決，最後整筆遺產正好全數支付有關的法律訴訟費用，跟訴訟案有關的人死的死，發瘋的發瘋。

## 评论和研究
多數評論家如蕭伯納、卻斯特頓、康拉德、崔爾琳、吉辛（George Gissing） 等人皆認為這部小說是「創下小說寫作高峰」，也是第一本「法律小說」。卻斯特頓认为本书是狄更斯最好的小说（Bleak House' is not certainly Dickens's best book; but perhaps it is his best novel.）
很多评论家都注意到这本小说独树一帜的叙事结构：故事由全知的第三人称叙事人和第一人称的艾瑟交替讲述，前者用现在时态、慢速切换场景，后者用过去时态、讲述艾瑟本人的视角。两条线索交错进行。
艾瑟的部分对于研究维多利亚时代女性的理想形象颇有借鉴意义。故事完全不是围绕艾瑟进行的。她在导语中言语谦逊，而后来的叙事中显得冷静犀利、甚至偶尔语带讥刺。
关于小说中涉及的人体自燃，在当时即引起George Henry Lewes的批评，认为庸俗而迷信。而狄更斯本人对人体自燃深信不疑，他在荒凉山庄的前言中写道：“除非人体自燃的证据都自燃掉了，否则我不会放弃这个观点。”（I shall not abandon the facts until there shall have been a considerable Spontaneous Combustion of the testimony on which human occurrences are usually received.）

## 人物介紹
- 艾瑟·萨默森（Esther Summerson） — 小說的主人公。她原是一名孤兒，后来受约翰·詹狄士先生监护。她的身世之谜是小说中的主要线索之一。
- 理查·康斯坦（Richard Carstone） — 詹狄士告詹狄士（Jarndyce v Jarndyce）訴訟案法庭的受监护人。个性天真，受到詹狄士案的蛊惑，一心想赢得官司。小说最后案件耗尽了所有的资产还是毫无结果，理查心力交瘁而亡。
- 艾达·克莱尔（Ada Clare） — 詹狄士告詹狄士（Jarndyce v Jarndyce）訴訟案法庭的受监护人。愛上表兄康斯坦（Richard Carstone）的好女孩，他們最後秘密結婚。
- 约翰·詹狄士（John Jarndyce） — 詹狄士案的当事人之一，荒涼山莊的男主人，艾瑟、理查、艾达三人的监护人。是一個好人，后来爱上了艾瑟并向她求婚，艾瑟出于感恩接受了。
- Harold Skimpole — 常来荒凉山庄的访客。厚颜的利用詹狄士的善心。
- 莱斯特·戴德洛爵士（Sir Leicester Dedlock） — 一位顽固守旧的爵士，Chesney Wold的主人。
- 戴德洛夫人（Honoria, Lady Dedlock） — 比丈夫年轻很多的贵族夫人。随着小说情节的发展，她的神秘过去才渐渐浮现。
- Tulkinghorn先生 — 戴德洛家族的律师，精明狡诈。获知戴德洛夫人的过去后试图勒索她。后来被人谋杀。
- 尼莫（Nemo） — 法律抄写员。小说早期即死亡的神秘人物。他的真正身份是一名退伍军官，也是埃斯特的生父。
- Flite小姐 — 古怪的老处女。詹狄士案的当事人之一。
- Guppy先生 — 律师行的职员，他迷恋上艾瑟，曾两次向她求婚被拒。
- Bucket先生 — 侦探。负责调查Tulkinghorn谋杀案。
- George先生 — 退伍老兵。教授剑术和射击为生。因涉嫌谋杀Tulkinghorn被捕
- Caddy Jellyby — 艾瑟的一个朋友。
- Krook — 一个落魄商人。后因人体自燃而死。
- Jo — 一个街头流浪儿。后来病死了，艾瑟因为照顾他也受传染，几乎病死。
- Allan Woodcourt — 医生。与艾瑟相爱。
- 史默維特爺爺（Grandfather Smallweed） — 恶毒的高利贷者。

## 中文译本
由于篇幅问题，相比其他狄更斯的小说，本书译本很少。在大陆，上海译文出版社出版过黄邦杰等多人合译的版本。

## 影视改编
默片时代，小说就已于1920年和1922年两次改编为电影。
英国广播公司于1959年、1985年和2005年三次拍摄过电视版本。最新版中出演的演员包括Gillian Anderson，Anna Maxwell Martin，和Charles Dance等。